# Roanne
Roanne (Rouana in Arpitan) là một xã trong tỉnh Loire miền trung nước Pháp.

## Sources
- Braudel, Fernand, 1982. The Wheels of Commerce, vol. II of Civilization and Capitalism p. 360.